# Partido Comunista (Brasil)
O Partido Comunista (PC) foi um partido político brasileiro criado por dissidentes do Partido Popular Socialista (PPS), sucessor legal do Partido Comunista Brasileiro (PCB) fundado em 1922. Registrado provisoriamente em 26 de março de 1992, o PC foi presidido por Horácio Cintra de Magalhães Macedo. A nova legenda surgiu em oposição às mudanças de programa, estatuto e símbolos implementadas pelo PPS.
No programa partidário, o PC declarava o objetivo de "dar continuidade ao PCB, iniciando sua renovação radical e revolucionária em todo o país", e reivindicava a sigla, os símbolos e o ideário do antigo partido. No pedido de registro encaminhado ao Tribunal Superior Eleitoral, o PC também solicitou a impugnação do PPS, porém sem êxito.

Nas eleições municipais de 1992, o partido não conseguiu eleger representantes. Em São Paulo, lançou apenas um candidato à Câmara Municipal: Luiz Paulo Gnecco, que obteve 2.312 votos. Já em Porto Alegre, integrou a coligação que elegeu Tarso Genro (PT) para a prefeitura e lançou Fernando Camarano como candidato a vereador, o qual recebeu 702 votos.